# Gymnopédies

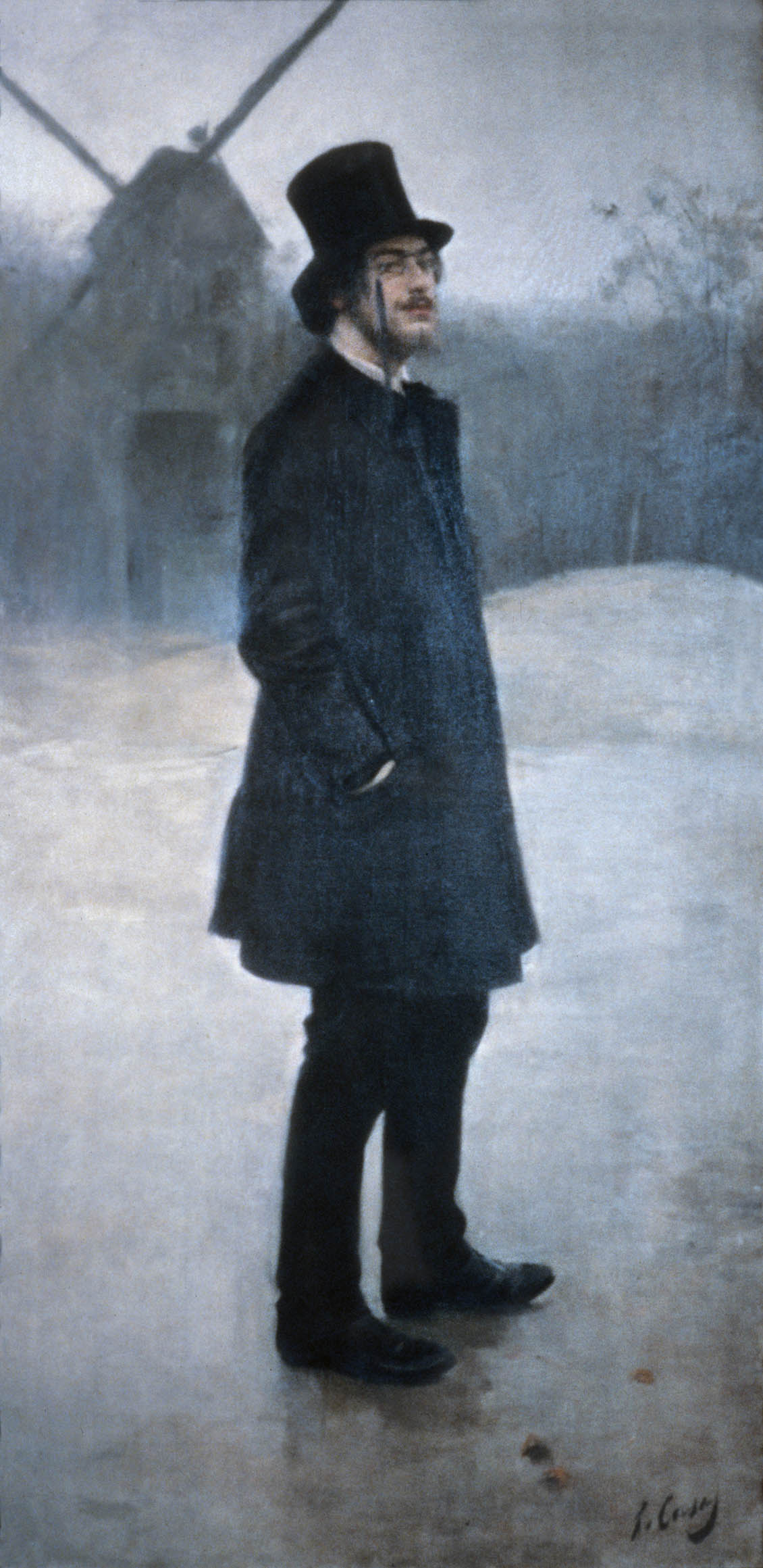
Erik Satie (1891, Ramón Casas).

Las Gymnopédies son una serie de tres piezas para piano escritas por el compositor francés Erik Satie entre 1887 y 1888. Esta colección junto a Trois sarabandes y las Gnossiennes suelen clasificarse como danzas.

## Historia

### Origen

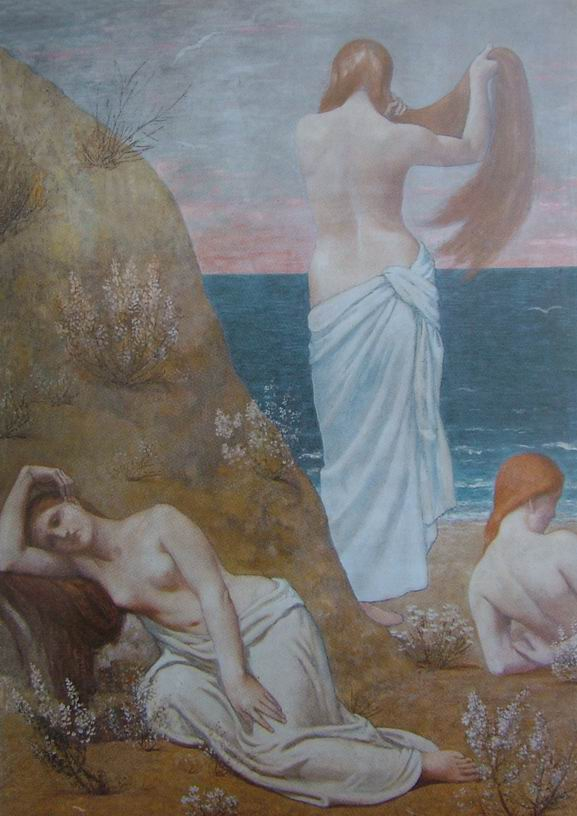
Jeunes filles au bord de la mer, 1879 de Chavannes, pudo inspirar a Satie la atmósfera que quería evocar en sus Gymnopédies.

Después de haber leído la novela histórica Salambó de Gustave Flaubert, Satie tuvo la idea de crear obras para piano inspiradas en las danzas de la antigüedad griega. Los cuadros simbolistas de Pierre Puvis de Chavannes pueden haber inspirado la atmósfera que Satie quería evocar con sus Gymnopédies. Otra fuente de inspiración fue posiblemente la obra de J. P. Contamine de Latour, autor del poema Les Antiques que contenía estos versos:

Oblique et coupant l'ombre un torrent éclatant
 Ruisselait en flots d'or sur la dalle polie
 Où les atomes d'ambre au feu se miroitant
 Mêlaient leur sarabande à la gymnopédie.
Oblicua y cortada la sombra de un torrente brillante
 Fluía en ondas de oro sobre la losa pulida
 Donde los átomos de chispeante fuego ámbar
 Mezclaban su zarabande a la gymnopédie.

La connotación exacta prevista por Contamine al usar la palabra griega gymnopédie sigue siendo incierta. Entre las posibilidades están:
- danza: probablemente; ya que lo menciona junto a otra danza, la sarabande;
- antigüedad: supuestamente; dado el título del poema. Pero esto aún no da una idea clara de cómo se percibía la antigüedad a finales del siglo XIX en Francia;
- desnudez: tal vez; palabras como «gymnastique» (gimnasia) y «gymnase» (gymnasium) sobre la base de la misma palabra griega para desnudez (γυμνός - «gymnos») eran comunes en esos días, pero había perdido toda referencia a la desnudez. En Esparta gran parte del trabajo escolar era el entrenamiento físico y los jóvenes por lo general estaban desnudos. Parece claro que «-ped» alude a niños («paed»). Una interpretación razonable puede ser una danza o desfile de los niños del gimnasio.
- guerra: probablemente no; ya que aunque en la Antigua Grecia la palabra indicaba una danza de guerra en el poema no se observa intención bélica;
- ceremonia / festividad religiosa: probablemente no; aunque era el contexto de la antigua gymnopaedia, no parece haber ninguna alusión a ello en el poema.

### Denominación
La etimología del título es importante, y su significado es fuente de debate entre eruditos y críticos. "Gymnopédie" no era una palabra que se usase con frecuencia en el siglo XIX en Francia, hasta el punto de haber podido ser percibida como un neologismo por muchos. No obstante, Jean-Jacques Rousseau ya había recogido el término en su Dictionnaire de musique de 1768, describiéndolo como «Air ou Nome sur lequel dansoient à nu les jeunes Lacédémoniennes». Aunque Satie insistió en que la obra se inspiraba en los escritos del novelista Gustav Flaubert, "Gymnopedies" sugiere más bien la Antigua Grecia. Los festivales de gimnopedias, celebrados en honor de los guerreros caídos en combate, consistían en jóvenes de Esparta desnudos que bailaban e imitaban posturas de lucha y boxeo. Dichas danzas son mencionadas por Jenofonte en Helénicas, por Platón en Leyes y por Plutarco en su Tratado de la música.
Conforme a Eric Gillmor, el compositor poseía ciertos conocimientos de la lengua y la historia griegas gracias a una formación involuntaria en griego que recibió de niño. Como ocurre con la mayor parte de la música de Satie, tan impregnada de sátira y enigma, al final resulta difícil establecer una conexión entre estas obras y su fuente de inspiración.
Según Jean-Joël Barbier, la palabra pudo ser elegida en alusión a las nociones de ascetismo y de austeridad que se refieren a todo lo que tiene relación con la civilización espartana, dos nociones cercanas a la estética de Satie. La temática griega antigua recorre toda la producción de Satie, desde las Gnossiennes hasta Sócrates. 
Satie aparentemente ya había usado la palabra gymnopédiste (gimnopedista) antes de haber escrito una nota de sus célebres gymnopédies. En diciembre de 1887, la primera vez que el compositor visitó el cabaré Le Chat Noir le presentaron a su director, Rodolphe Salis, que era famoso por hacer comentarios afilados. Satie fue coaccionado para hablar de su profesión y a falta de ocupación reconocible se presentó a sí mismo como gimnopedista, supuestamente en un intento de burlar al director. 

### Composición
La composición de esta serie se desarrolló entre noviembre de 1887 y abril de 1888, por lo que pertenece a su período de Montmartre. Las Gymnopédies siguen de cerca a las Trois sarabandes de septiembre de 1887, que conforme a Satie y a sus defensores, marcaron un punto de inflexión en la historia de la música de Francia. Las Sarabandes, con sus melodías modales y su armonía estática compuesta por secuencias de acordes de séptima no resueltas, constituyeron una declaración claramente antiwagneriana en 1887, cuando la vida musical de París estaba dominada por las creaciones y los admiradores de Richard Wagner. Como una rebelión directa contra la ampulosidad del drama musical wagneriano, Satie compuso las Sarabandes, descritas por su amigo Roland-Manuel como poseedoras de "una magia sonora de total originalidad". En las Sarabandes tomó una cita de La Perdition de Contamine a modo de introducción. Por aquel tiempo Satie conoció personalmente a Contamine. 
Las Gymnopédies son ciertamente obras de "magia sonora". Comparten muchos rasgos musicales con sus predecesoras y al mismo tiempo son algo más orgánicas. Las tres piezas exploran esencialmente una misma idea, aunque cada una desde una perspectiva ligeramente alterada. Según Gillmor, esto delata la influencia del cubismo en la obra. Al igual que las Sarabandes, las Gymnopédies «son una pieza escrita tres veces, moldeada en el mismo molde, pero con las variaciones más sutiles en el fraseo, el colorido armónico y el equilibrio de las partes». Las sencillas melodías modales se repiten con ligeras variaciones, mientras que las sucesiones de acordes de séptima y novena proporcionan un apuntalamiento suave y colorista cuya «magia sonora» mitiga su disonancia. Cada una de las tres piezas tiene un centro tonal, en cada caso inestable, meramente insinuado y rodeado por los ondulantes cambios armónicos. Satie evita el desarrollo melódico en favor de la repetición y la yuxtaposición de elementos melódicos, que, junto con el lenguaje armónico estático, confieren a la obra su característica cualidad onírica. Con todas estas composiciones el maestro francés trató de desligarse del entorno convencional de su padre y su madrastra de «música de salón» del siglo XIX. 
La partitura autógrafa se conserva bajo la denominación Ms 8537 en la Biblioteca Nacional de Francia y se puede consultar en línea.

### Publicación
La primera edición fue llevada a cabo por su padre Alfred Satie en 1888 en París. El lanzamiento de cada una siguió este orden:
- La Gymnopédie n.º 1 fue publicada el 18 de agosto de 1888 en el segundo suplemento de La Musique des Familles (Musique populaire); Journal hebdomadaire illustré Vol. 7 n.º 357. Iba acompañada por el verso de Contamine citado anteriormente. No obstante, sigue siendo incierto si el poema fue compuesto antes que la música, o si Contamine creó el verso como homenaje a su amigo, que ahora había completado una serie de sarabandas y gymnopédies.
- La Gymnopédie n.º 3 se publicó en noviembre de 1888.
- La Gymnopédie n.º 2 no vio la luz hasta 1895, siete años después, mediante diversos anuncios de una inminente publicación que se hicieron en los periódicos Chat Noir y Auberge du Clou.

Cada una de las piezas lleva una dedicatoria: la primera está dedicada a Mlle. Jeanne de Bret, la segunda a su hermano Conrad Satie y la tercera a Charles Levadé.

## Estructura y análisis
La serie consta de tres piezas:
- Gymnopédie n.º 1 Lent et douloureux, en re mayor
- Gymnopédie n.º 2 Lent et triste, en do mayor
- Gymnopédie n.º 3 Lent et grave, en la menor

La interpretación de todo el conjunto dura aproximadamente 8 minutos. Son piezas breves y atmosféricas que están escritas en compás de 3/4. Cada una de ellas presenta un tema y una estructura similar. Se trata de obras ligeras pero atípicas que desafían deliberadamente numerosas reglas de la música clásica y la contemporánea. Este rechazo desvergonzado por las convenciones es poco perceptible para el oyente ya que la música es llevada por una fuerte carga emocional y la elegancia de la narración. Las melodías de las piezas usan deliberadas aunque suaves disonancias contra la armonía. Así producen un efecto picante y melancólico que encaja con las indicaciones de interpretación.

### Gymnopédie n.º 1 Lent et douloureux
La primera gymnopédie lleva la indicación Lent et douloureux, que en francés significa "lento y doloroso". Está dedicada a Mademoiselle Jeanne de Bret.
Está escrita en compás de 3/4 y se divide en dos pulsos casi idénticos, con un acompañamiento que establece un ritmo regular (breve-largo, breve-largo) en los primeros compases y sólo se desvía de ese ritmo al final de cada tiempo. Se trata de una progresión alternante de dos acordes mayores con séptima; el primero en la subdominante que es sol y el segundo sobre la tónica que es re. Sobre este fondo suena una melodía suavemente oscilante del tipo más peculiarmente expresivo; sus negras son translúcidas, sus notas más largas de alguna manera huecas en su centro, pero no frías. El final de la segunda mitad gira alrededor de un pedal de mi grave. La disonancia de los fa naturales por encima del pedal es absolutamente vacía ya que no hay, sorprendentemente, casi ninguna tensión armónica en ella. Además el pianista está bien advertido de no superponer ninguna. Finalmente, desemboca en una cadencia modal que parece de cristal.

### Gymnopédie n.º 2 Lent et triste
La segunda gymnopédie lleva la indicación Lent et triste, que quiere decir "lento y triste". Está dedicada a Conrad Satie, el hermano del compositor.
Está escrita en algo parecido al modo dórico en re, pero con una pronunciada tendencia hacia sol con un acento en el relativo menor. La melodía grave y elegante de las secciones exteriores deambula tristemente a través de una escala pentatónica con inclinaciones hacia la menor armónica, se relaja en una melodía dolorosa pero triste en la sección central sobre armonías que piensan en do menor o mi bemol mayor antes de establecerse en si bemol mayor pero sin convicción interior. Tras un regreso poco entusiasta de la sección exterior elegantemente grave, la pieza alcanza su clímax en algo parecido a fa mayor, pero con un toque de la menor, y después vuelve penosamente hacia el dórico inicial en re antes de concluir inútilmente en una tríada de do mayor.

### Gymnopédie n.º 3 Lent et grave
La tercera y última gymnopédie lleva la indicación Lent et grave, que en francés significa "lento y serio". Está dedicada a Charles Levadé.
Es una pieza sencilla y directa de textura estilizada. Las largas y tranquilas líneas melódicas en la menor junto con el ritmo del acompañamiento repetitivo (incluso hipnótico, en manos de un buen pianista) evocan una atmósfera idealizada de la antigua Grecia. Todo ello transporta al oyente directamente al mundo extraño y personalizado del ingenio de Satie.

## Recepción de la obra e influencia

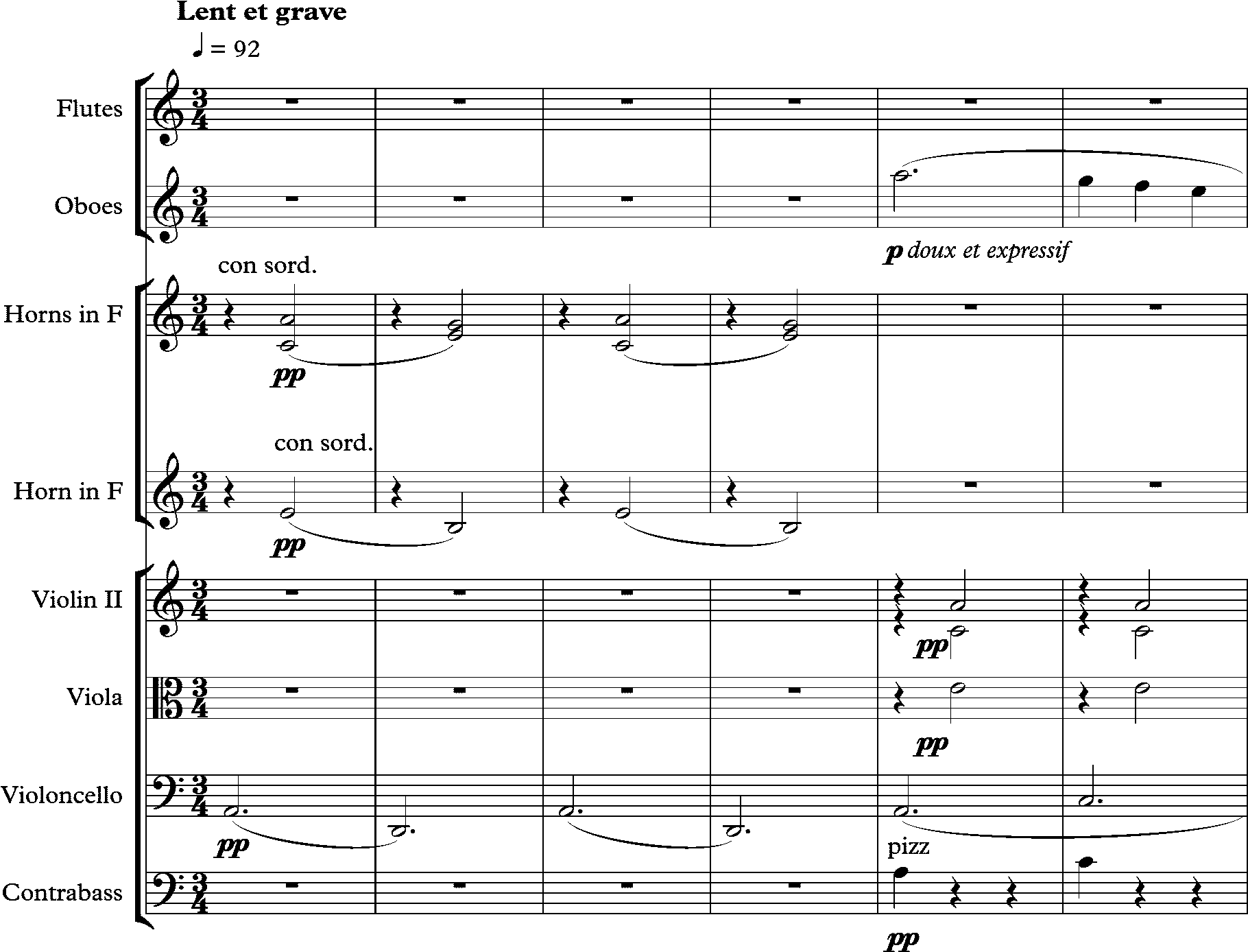
Arreglo orquestal de Debussy para la gymnopédie n.º 3, que pasa a ser n.º 1.

Las piezas no conocieron una verdadera popularidad sino a partir de 1910 cuando la joven generación de compositores e intérpretes franceses de la época descubrieron su música. Con estas obras Satie reveló por primera vez el estilo único e inusual que le haría famoso (o infame) en los círculos musicales europeos: acordes simples pero ocasionalmente inesperados en la mano izquierda, y una melodía simple pero curvilínea en la derecha... y nada más. A finales del siglo XIX y principios del XX, Satie era considerado un ingenioso innovador y satírico o un charlatán inexperto e incluso incompetente, según a quién se preguntara. Hacia 1896 la popularidad y la situación financiera de Satie eran muy precarias. Claude Debussy, cuya reputación iba en aumento en aquella época, decidió hacer un esfuerzo para atraer la atención del público sobre el trabajo de su amigo orquestando las Gymnopédies. Según Debussy la segunda gymnopédie no se prestaba a una orquestación, por lo que se dedicó a la tercera y a la primera invirtiendo su numeración: 
- Primera gymnopédie (versión original para piano de Satie) → tercera gymnopédie (orquestación de Debussy)
- Tercera gymnopédie (versión original para piano de Satie) → primera gymnopédie (orquestación de Debussy)

La primera representación de las dos versiones orquestales de Debussy tuvo lugar el 20 de febrero de 1897 en la Société Nationale de Musique bajo la batuta de Gustave Doret. Las partituras fueron publicadas por Baudoux ese mismo año. El propio Debussy dirigió otra interpretación de las piezas el 25 de marzo de 1911 en un concierto del Cercle Musical. La orquestación de la segunda gymnopédie no fue realizada hasta decenios más tarde, por otros compositores, y no suele interpretarse.
En 2007 Wilhelm Kaiser-Lindemann arregló la primera y la tercera gymnopédies para los doce violonchelistas de la Orquesta Filarmónica de Berlín. La primera fue producida por EMI Classics (6085012) y aparece en el álbum titulado Fleur de Paris.
A partir de la segunda mitad del siglo XX las gymnopédies han sido a menudo descritas erróneamente como parte de la música de mobiliario (musique d’ameublement) de Satie. Este término fue creado por el propio Satie en 1917 para definir algunas de sus obras, significando que podían realmente encajar como fondo sonoro. Pero en ningún momento llegó el compositor a aplicarlo a las gymnopédies. Probablemente este error se fundamenta en las interpretaciones musicales que hizo John Cage de estas obras.
En conjunto, las gymnopédies a veces son consideradas como precursoras del género musical conocido como ambient. De hecho, el emblemático pionero de este movimiento musical, Brian Eno, citó a Satie como una de sus mayores influencias.

## En la cultura popular
Estas obras han servido de inspiración a artistas musicales de diversos géneros para crear sus propias versiones. Tanto las adaptaciones como las interpretaciones de la pieza original han sido incluidas en bandas sonoras de películas, programas de televisión, videojuegos, etc.

### Adaptaciones
Gymnopédie n.º 1
- 1968 – "Variaciones sobre un tema de Erik Satie", tema perteneciente al álbum Blood, Sweat & Tears de la banda de jazz fusión estadounidense Blood, Sweat & Tears. Se trata de un arreglo hecho por Dick Halligan de la primera y segunda gymnopédies. Recibió el Grammy a la mejor interpretación instrumental contemporánea.
- 1979 – Sky en su álbum de debut Sky hizo una versión de esta pieza.
- 1980 – "We Are Glass", sencillo de Gary Numan en cuya cara B hay un arreglo para guitarra, bajo y sintetizadores de esta obra.
- 1981 – Chris Freeman y John Shaw en el disco Chris Freeman and John Shaw incluyen una versión.
- 2001 – "Someone to Call My Lover", canción de Janet Jackson que utiliza la pieza como interpolación.
- 2003 – "Feel the beat", versión perteneciente al álbum Mayday de Najwa Nimri.
- 2006 – En uno de los visuales utilizados durante la gira Fijación Oral de Shakira como introducción en la canción "No".[22]
- 2007 – Depapepe, un dúo de guitarras japonés, hizo su propia versión.
- 2012 – "Carmen", canción de Lana Del Rey en cuyo video musical aparece esta pieza interpretada en el último minuto.[23]
- 2012 – "Gymnopedie 1.2", tema de Lushlife con la colaboración del rapero Shad que utiliza un sample de la pieza.
- 2013 – "Interlude (Gymnopedie No. 1)", pista del disco Endless Fantasy de la banda estadounidense Anamanaguchi que es una pequeña versión.
- 2017 – "Love Dream", tema interpretado por Maia Reficco en la serie Kally's Mashup, transmitida por Nickelodeon (Latinoamérica).
- 2022 – En la canción instrumental "chiron" producida por Cobalto Drew del EP heliux del mismo año usa a Gymnopédie como base en una nota menor.

Gymnopédie n.º 2
- 1968 – "Variaciones sobre un tema de Erik Satie" de Blood, Sweat & Tears.
- 2006 – "Lent Et Triste" del disco Trois Gymnopedies del dúo británico de música electrónica Isan.

### Inclusión en bandas sonoras[21]
Gymnopédie n.º 1
- 1963 – El fuego fatuo (Le feu follet), película de Louis Malle.
- 1970 – Goin' Down the Road, film de Donald Shebib que contiene una escena en la que Peter sigue a una mujer hasta la sección de música clásica de la tienda Sam the Record Man, donde está sonando un arreglo orquestal de la Gymnopédie n.º 1. A pesar de no tener conocimiento de música clásica, Peter pide una copia del disco.
- 1976 – Elisa, vida mía, película de Carlos Saura.
- 1981 – Mi cena con André, film de Louis Malle en el que se oye durante la última escena y los títulos de crédito finales.
- 1988 – Star Trek: The Next Generation, serie cuyo episodio 2x02 "Where Silence Has Lease", incluye la primera gymnopédie como fondo mientras el capitán Jean-Luc Picard contempla la inminente desaparición de su nave, la U.S.S. Enterprise.
- 1988 – Otra mujer, película de Woody Allen.
- 1998 – El abuelo, película de José Luis Garci.
- 1999 – Persona 2: Innocent Sin, en este videojuego japonés se utiliza como música de fondo de la Velvet room.
- 2001 – The Royal Tenenbaums, película de Wes Anderson con una escena en la que aparecen dos grandes pinturas de Miguel Calderón y un no-intercambio entre Richie Tenenbaum (Luke Wilson) y Eli Cash (Owen Wilson) mientras suena esta gymnopedie en lugar de tener un diálogo.
- 2001 – Flower, Sun, and Rain, videojuego de Grasshopper Manufacture.[24]
- 2001 – Address Unknown, película de Kim Ki-duk.
- 2002 – Princess Tutu, adaptación televisiva del manga de Mizuo Shinonome, es el tema principal de la princesa Kraehe.
- 2005 – Killer7, videojuego de Grasshopper Manufacture.
- 2006 – Mother 3, videojuego japonés que incluye una versión hecha por Shogo Sakai en una escena donde el personaje Leder revela importantes puntos de la trama del juego.
- 2006 – The Painted Veil, película dirigida por John Curran y protagonizada por Naomi Watts, Edward Norton y Liev Schreiber.
- 2008 – Man on Wire, documental de James Marsh.
- 2008 – G Senjō no Maō, novela visual que incluye una versión remezclada forma parte de la banda sonora bajo el título "Sora no Seki" ("Cielo nocturno").[25]
- 2011 – Ragini MMS, film de Pawan Kripalani en que se escucha fragmentada.
- 2011 – How I Met Your Mother, serie televisiva en cuyo episodio "The Perfect Cocktail" suena durante la escena del Abscenta.
- 2015 – 11.22.63 serie en cuyo episodio 5, el personaje de Sadie toca en el piano el inicio de esta pieza.[cita requerida]
- 2015 – Sakura no Uta , novela visual en la que aparece al comienzo de la historia una versión remezclada de la pieza.
- 2020 – Gambito de Dama. En uno de los episodios, Alma, la madre adoptiva de Beth toca la composición en su piano.

Gymnopédie n.º 3
- 2009 – Mr. Nobody, película de Jaco van Dormael.
- En el videojuego Symphony se utiliza como música en la pantalla de menú.
- 2014 – La trompetista Alison Balsom interpreta esta pieza en su disco.[cita requerida]
- 2015 – Love, película del argentino radicado en Francia Gaspar Noe.

Varias gymnopédies
- La banda Japan basó bastantes canciones en estas piezas. Entre ellas, "The Tenant" del disco Obscure Alternatives de 1978; "Despair" y "The Other Side Of Life" del álbum Quiet Life de 1979; y "Nightporter" del disco Gentlemen Take Polaroids de 1980.
- 1981 – Diva, film de Jean Jacques Beineix en el que se puede escuchar un pastiche de las gnossiennes y gymnopédies de Erik Satie compuesto por Vladimir Cosma.
- 1988 – Cortocircuito 2, película de Kenneth Johnson. Charles Fox compuso un pastiche similar para la escena tras el ataque del robot Johnny 5.
- 1994 – Corina, Corina, película de Jessie Nelson.
- 1998 – Love & Pop, adaptación cinematográfica dirigida por Hideaki Anno basada en la novela Topaz II de Ryū Murakami. Durante el transcurso de la película, suenan las tres gymnopédies.
- 2010 – La Desaparición de Haruhi Suzumiya, adaptación cinematográfica hecha por Tatsuya Ishihara de la novela de Nagaru Tanigawa. Su banda sonora incluye las tres gymnopédies.